# Chlorocypha molindica
Chlorocypha molindica är en trollsländeart som beskrevs av Fraser 1948. Chlorocypha molindica ingår i släktet Chlorocypha och familjen Chlorocyphidae. IUCN kategoriserar arten globalt som nära hotad. Inga underarter finns listade i Catalogue of Life.